# Clarence Gilyard
Clarence Darnell Gilyard Jr. (24. prosince 1955, Moses Lake, Washington, USA – 28. listopadu 2022) byl americký herec a vysokoškolský profesor, někdy uváděn pod fiktivním jménem Clarence A. Gilyard.

## Kariéra
Do povědomí diváků se poprvé dostal v letech 1989 až 1993, kdy hrál roli McMasterse v televizním seriálu Matlock. Od roku 1993 vystupoval jako parťák Texase Rangera James Trivette v kriminálním seriálu Walker, Texas Ranger, kde setrval dvanáct sezón. V roce 2005 účinkoval v TV filmu Walker, Texas Ranger: Falešné obvinění, který navazoval na seriál.
Jeho asi nejznámější rolí se stal Theo, teroristický počítačový expert v akčním filmu Smrtonosná past (1988). Roku 1986 hrál menší roli pilota „Sundown“ v Top Gunu a vojáka v Karate Kid 2.

## Životopis
Narodil se v chudé rodině v Moses Lake důstojníkovi amerického letectva Clarenci Gilyardovi st. Jeho rodina byla původně z New Orleans. Vyrůstal na letecké základně na Havaji, v Texasu a Floridě. V roce 1990 se stal katolíkem.
Později se s rodinou přestěhoval do San Bernardina, kde navštěvoval střední školu Eisenhower High School. Byl vynikajícím studentem a roku 1974 ji úspěšně absolvoval. Jeden rok strávil jako kadet v Americké letecké akademii.
Clarence má pět sourozenců. Mladší bratr vystudoval roku 1985 Americkou leteckou akademii. Další bratr, Milton, trpí mírnou vývojovou poruchou a bydlí v domě s pečovatelskou službou.
Zatímco žil s rodiči v jejich novém domě během svých studií na střední škole, stal se Clarence posedlý ženami a občas bral i drogy. Z tohoto důvodu ho rodiče přinutili, aby se odstěhoval. Přestěhoval se s kamarádem na Long Beach v Kalifornii. Zde navštěvoval California State University, obor herectví. Mezitím co studoval, přivydělával si jako číšník v restauraci. Univerzitu úspěšně absolvoval a získal bakalářský titul.
Jeho první prací se stal obchod s oblečením, kde pracoval společně se spolubydlícím. Brzy na to byl Clarence povýšen na managera. I když byl úspěšný, práci opustil a živil se prodejem průmyslových chemikálií. Přiznal, že v tomto odvětví nikterak nevynikal.
Roku 2003 se vrátil zpět na vysokou školu, kde získal magisterský titul. V současné době je docentem na Vysoké škole výtvarných umění v Las Vegas.
Clarence je jednou rozvedený a má čtyři děti. Podruhé se oženil s Elenou roku 2001.

## Filmografie

### Filmy
- 1986 – Top Gun, Karate Kid 2
- 1987 – Off the Mark
- 1988 – Smrtonosná past

### Televizní filmy
- 1983 – The Kid with the 200 I.Q.
- 1984 – Things Are Looking Up
- 1989 – Přepadení v L.A.
- 1990 – The Big One: The Great Los Angeles Earthquake
- 2001 – Ponechání napospas
- 2002 – Ponechání napospas 2: Bojovníci trýzně
- 2005 – Walker, Texas Ranger: Falešné obvinění

### Televizní seriály
- 1977 – CHiPs
- 1978 – Diff´rent Strokes
- 1979 – The Facts of Life
- 1981 – Simon & Simon
- 1982 – Making the Great
- 1984 – Riptide, The Duck Factory
- 1985 – 227
- 1986 – Matlock
- 1993 – Walker, Texas Ranger
- 1999 – Walker, Texas Ranger: Thunderovi synové